# Затаившиеся 3D
«Затаившиеся 3D» (англ. Hidden 3D) — фильм режиссёра Антуана Томаса, снятый в 2011 году. Существует в двух вариантах — 2D и 3D.

## Сюжет
Брайану Картеру достаётся в наследство старинный монастырь, который до этого принадлежал его матери, проводившей там эксперименты над людьми. Молодой человек пытается отказаться от права собственности на это мрачное место, однако его приятель Саймон мечтает сделать из дома шикарный отель.
Они едут в заброшенное убежище, где их встречает хранительница здания Хейли Гейбл. Молодые люди отправляются осматривать здание, они находят дверь ведущую в подвал и входят в неё. Здесь с ними постепенно начинают происходить зловещие события — на них нападают стаи сверчков, они теряются в лабиринтах здания. Обнаруживается, что в здании обитают результаты экспериментов матери Картера — зловещие мутанты, напоминающие детей, которые питаются человеческой плотью. Хейли оказывается единственной из выживших её подопытных объектов, и она горит желанием отомстить сыну своей мучительницы.

## В ролях
- Шон Клемент — Брайан Картер
- Симонетта Солдер — Хейли Гейбл
- Джордан Хэйес[англ.]   — Викки
- Джейсон Бликер[англ.]  — Саймон
- Бьянка Мерджел — Кимберли
- Девон Бостик — Лукас
- Эллиотт Ларсон-Гилмор — сын Хейли
- Аллан Колмэн — репортёр
- Кристина Розато — Честер

## Релиз
Фильм вышел в американский и британский прокат 21 апреля 2011 года.